# Compsorhipis davidiana
Compsorhipis davidiana är en insektsart som först beskrevs av Henri Saussure 1888.  Compsorhipis davidiana ingår i släktet Compsorhipis och familjen gräshoppor. Inga underarter finns listade i Catalogue of Life.